# Jarak (Wonosalam)
Jarak is een bestuurslaag in het regentschap Jombang van de provincie Oost-Java, Indonesië. Jarak telt 2838 inwoners (volkstelling 2010).